# Il coccodrillo Gena
Il coccodrillo Gena (in russo Крокодил Гена?, Krokodil Gena) è un film d'animazione sovietico in stop-motion del 1969, diretto da Roman Kačanov per lo studio Sojuzmul'tfil'm. Costituisce il primo episodio della serie su Čeburaška.

## Trama
Il film si apre con la comparsa, dalla cassetta di arance di un fruttivendolo, di uno strano animaletto simile ad un orsacchiotto di peluche. Il fruttivendolo, non riuscendo a trovare il nome del simpatico animaletto, lo chiama Čeburaška. La scena passa allo zoo cittadino, dove il coccodrillo Gena lavora proprio come "coccodrillo". Ogni sera, finito il turno allo zoo, torna a casa sua dove vive solo. Non avendo amici, Gena passa il suo tempo giocando da solo a scacchi o fumando la sua pipa a bolle di sapone. Una sera, stanco di quella solitudine, decide di scrivere un annuncio in cui dice di essere un giovane coccodrillo alla ricerca di amici. Al suo annuncio risponderanno Galya, una ragazza umana che gli farà notare gli errori ortografici dell'annuncio, e Čeburaška. Dopo un po' di tempo passato a giocare insieme, decidono di costruire la Casa dell'Amicizia, per poter riunire tutti quelli che si sentono soli. Durante la costruzione vengono aiutati da molti altri animali e umani. Ad ostacolarli, troviamo la simpatica e pericolosa vecchietta Šapokljak. Alla fine del film, tutti ormai sono amici, quindi la casa viene regalata a Čeburaška per non renderla inutilizzata.

## Episodi della serie
- Il coccodrillo Gena (1969)
- Čeburaška (1971)
- Šapokljak (1974)
- Čeburaška va a scuola (1983)